# BP (energibolag)
BP p.l.c., tidigare Anglo-Iranian Oil Company, British Petroleum Company och BP Amoco, är ett brittiskt multinationellt petroleum- och naturgasbolag.

## Historik
Anglo-Persian Oil Company (APOC) grundades 1908 sedan man hade funnit ett stort oljefält i Masjed Soleyman i Iran. Projektet leddes och finansierades av William Knox D'Arcy som 1901 hade getts tillåtelse av shahen att söka efter olja i Iran, han blev direktör i företaget. APOC var det första företaget som använde oljereserverna i Mellanöstern. APOC bytte namn till Anglo-Iranian Oil Company (AIOC) 1935 och blev 1954 British Petroleum Company. I december 1998 efter samgåendet med Amoco till BP-Amoco och 2000 till bara BP.
År 2000 blev Burmah Oil uppköpt av BP.

## BP i Sverige

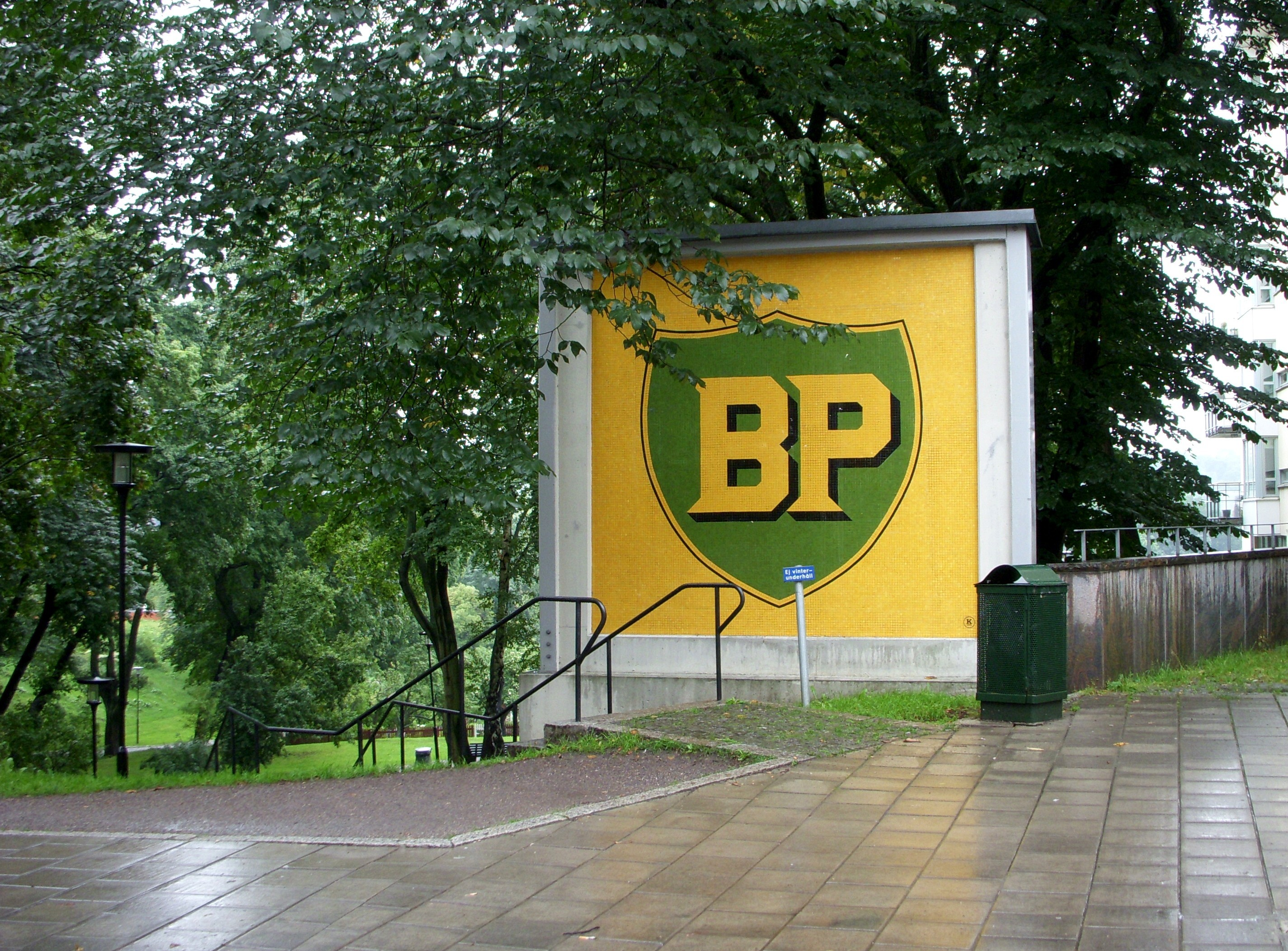
BP-skylten i Stockholm

Svenska BP bildades 1922. Färgerna var från början blå och vit men ändrades senare till grönt och gult. Företaget drev bensinstationer runt om i landet men såldes till England som snabbt döpte om det till British Petroleum.  
Svenska BP övertog  med tiden mackar från Murco och automatstationskedjan MACK. Genom att köpa upp Murphy Oil på 1970-talet, hade BP kommit in på USA-marknaden. Murphy Oil fanns då redan på den svenska marknaden med Murco-kedjan av bensinstationer medan lågpriskedjan MACK var ett dotterföretag till Murco.
BP försvann som bensinstationsmärke i Sverige 1994. De flesta BP-mackarna blev Statoilmackar. Några mindre stationer togs över av Uno-X. BP:s verksamhet i Sverige är numera inriktad på flygfotogen och smörjmedel. BP äger dessutom en plastindustri i Sverige.

## Oljeläckan i Mexikanska golfen
I april 2010 drabbades BP av en stor olycka då en av bolagets inhyrda oljeplattformar, Deepwater Horizon, exploderade och sjönk i Mexikanska golfen strax utanför delstaten Louisianas kust vilket resulterade i ett mycket stort oljeutsläpp.
Den 1 januari samma år efterträdde Carl-Henric Svanberg Peter Sutherland som styrelseordförande. Efter oljekatastrofen i mexikanska golfen avgick Tony Hayward från sin post. Den kommande VD:n är Bob Dudley.
Den 15 december stämde den amerikanska staten BP och fyra andra företag däribland Transocean för den katastrofala oljeläckan i mexikanska golfen.